# 约翰·博尔顿 (举重运动员)
约翰·博尔顿（英語：John Bolton，1945年6月22日—），新西兰男子举重运动员。他曾代表新西兰参加1966年、1970年和1974年英联邦运动会举重比赛，获得二枚银牌。他也曾参加1968年和1972年夏季奥运会。